# 1564 Srbija
1564 Srbija este un asteroid din centura principală, descoperit pe 15 octombrie 1936, de Milorad Protić.